# 船橋利実
船橋 利実（ふなはし としみつ、1960年〈昭和35年〉11月20日 - ）は、日本の政治家。自由民主党所属の参議院議員（1期）。
総務大臣政務官、財務大臣政務官、衆議院議員（2期）、北海道議会議員（5期）、北見市議会議員（1期）を歴任した。
現在、自由民主党北海道参議院選挙区第一支部長。また船橋西川建設（北見市）の取締役も務める。
弟は北海道議会議員の船橋賢二。長男は船橋の第二秘書。

## 経歴
北海道北見市生まれ。北見市立南小学校、北見市立南中学校卒業。1979年、北海道北見柏陽高等学校卒業。1983年、北海学園大学工学部土木工学科卒業。北見市内の会社員などを経て、北斗建設の社長を務める。
1991年に北見市議会議員に初当選し1期務めた後、1995年から北海道議会議員に当選し5期連続務める。
2012年、第46回衆議院議員総選挙において北海道1区から自由民主党公認で立候補し、直前まで衆議院議長を務めていた民主党の横路孝弘を破り初当選した（横路は比例復活）。現在の小選挙区比例代表並立制が導入されて以降、北海道1区では比例復活も含めて初の自民党議員となった。
2014年の第47回衆議院議員総選挙では北海道1区で横路に敗れ、比例復活もならず落選した。なおこの選挙で獲得した105,918票はこの選挙における最多得票落選者・惜敗率最高落選者であった。さらに比例北海道ブロックでは自民党は3議席確保していたが1議席目を名簿順位1位の比例単独候補、2位が小選挙区候補者の重複だったが、船橋は惜敗率の差で小選挙区立候補者で唯一落選した。
2015年4月より北海商科大学大学院商学研究科に入学。修士課程修了。
2017年の第48回衆議院議員総選挙では北海道1区で横路の後継として立候補した立憲民主党の道下大樹に敗れたが、比例復活で当選し国政に復帰した。自民党の比例獲得議席数は3議席で、名簿順位の1・2位が比例単独候補、3位が小選挙区候補者の重複だったが、船橋は惜敗率の差で小選挙区で落選した候補の中で唯一比例復活した。
2021年の第49回衆議院総選挙において再び立憲民主党の道下との闘いに敗れ、自民党の比例獲得議席は前回より多い4議席であったものの、比例復活も叶わなかった。
2022年の第26回参議院議員通常選挙において北海道選挙区から自民党公認で立候補し、7月10日の投開票の結果、当選した。
2024年8月、第49回衆議院議員総選挙の比例北海道ブロック選出議員であった堀井学が、公職選挙法違反の引責により議員を辞職をしたことにより、同年9月6日に中央選挙管理会で行われた選挙会で繰上補充として、同ブロックで次点だった船橋が繰上当選の対象者として決定したが、船橋は参議院議員を辞職せず、繰上当選を辞退することを表明しており、当選の告示を受けた日から5日以内に参議院議員を辞職しなかったため、繰上当選の権利を失った。このため次々点の北海道議会議員で元衆議院議員の前田一男（前回北海道第8区より立候補）が繰上当選の権利を得たが、前田も繰上当選辞退の意向を示しているため、最終的にはさらに次点者で前回の総選挙で北海道第2区で立候補した髙橋祐介が繰上当選した。
同年9月12日、自民党総裁選挙が告示され、9人が立候補した。船橋は同じ麻生派の河野太郎の推薦人に名を連ねた。投票日前日の9月26日夜、麻生派幹部6人は都内のホテルに集まり、決選投票に高市早苗が残った場合は高市を支持する方針を決定した。会長の麻生太郎はさらに踏み込み、河野などの陣営に入っていた派閥メンバーに対し、側近議員を通じて「1回目の投票から高市に入れろ」と指示を飛ばした。同日22時半頃、産経新聞は、麻生が1回目の投票から高市を支援するよう自派閥の議員に指示を出したことをスクープした。9月27日総裁選執行。高市は1回目の議員投票で、報道各社の事前調査での30～40票を大きく上回る72票を獲得した。党員数と合わせた得票数は1位だったが、決選投票で石破茂に敗れた。1回目の投票では河野に投じ、決選投票については、北海道新聞の取材に対し、投票先を公表しなかった。

## 政策・主張
憲法
- 憲法の改正に関して、2012年のアンケートでは「賛成」[25]、2014年のアンケートでは「どちらかと言えば賛成」[26]、2017年のアンケートでは「賛成」[27]と回答。
- 憲法9条の改正に「賛成」[5]。
- 憲法で改正すべき項目として、「緊急事態条項」「環境権」「憲法改正の手続き」を挙げる[27]。

外交・安全保障
- 集団的自衛権の行使について、2012年のアンケートでは「どちらとも言えない」[25]、2014年のアンケートでは「賛成」[5]と回答。
- 日本の防衛力をもっと強化すべきという考えについて、2012年および2014年のアンケートでは「どちらかと言えば賛成」[25][26]、2017年のアンケートでは「賛成」[27]と回答。
- 他国からの攻撃が予想される場合に日本が先制攻撃を行うことについて、2012年のアンケートでは「どちらとも言えない」[25]、2014年のアンケートでは「どちらかと言えば賛成」[26]、2017年のアンケートでは「どちらとも言えない」[27]と回答。
- 北朝鮮に対して対話よりも圧力を優先することについて、2012年のアンケートでは「どちらとも言えない」[25]、2014年および2017年のアンケートでは「賛成」[26][27]と回答。
- 米軍基地の7割が集中する沖縄の負担軽減のために米軍基地を地元に引き受けたくない[5]。
- 非核三原則を堅持すべき[27]。
- 日本の国連安保理常任理事国入りについて、賛成とも反対とも「どちらとも言えない」とする[25]。

社会・教育
- 特定秘密保護法に賛成[28]。特定秘密保護法は日本に必要[5]。
- 組織犯罪処罰法（共謀罪）の成立を、評価する[27]。
- 治安のためにプライバシーや個人の権利を制約することについて、「どちらかと言えば反対」[25]。
- 安倍内閣による森友学園問題・加計学園問題に対する安倍内閣の対応を、「どちらかと言えば評価する」[27]。
- 靖国神社に首相が参拝することは問題ない[5]。首相には靖国神社に参拝してほしい[27]。
- 河野談話を見直すべき[5]。
- 特定の民族や人種に対するヘイトスピーチを法律で規制することに反対[5]。
- 永住外国人に地方参政権を認めることについて、2012年のアンケートでは「どちらとも言えない」[25]、2014年のアンケートでは「どちらかと言えば反対」[26]と回答。
- 外国人労働者の受け入れについて、「どちらとも言えない」[25]。
- 道州制の導入について、「どちらとも言えない」[25]。
- カジノの解禁に賛成[5]（「IR汚職事件」の項も参照）。
- 幼稚園・保育所から大学までの教育を無償化することに、「どちらかと言えば賛成」[27]。

税制
- 消費税率の5年以内の引き上げについて、2012年のアンケートでは「どちらかと言えば反対」と回答[25]。2017年のアンケートでは、安倍内閣が消費税の10%への増税を2017年4月から2019年10月に先送りしたことについて「評価する」とした[27]。
- 消費税を10%にすることについて、2017年のアンケートでは「賛成」と回答[27]。また、長期的に見て消費税を10%よりも高くすることについて、2012年のアンケートでは「どちらかと言えば反対」[25]、2014年のアンケートでは「どちらかと言えばやむを得ない」[26]、2017年のアンケートでは「どちらとも言えない」[27]と回答。
- 法人税率の引き下げに、どちらかと言えば賛成[26]。
- 所得や資産の多い富裕層に対する課税を強化することについて、「どちらとも言えない」[27]。
- 「消費税0%の検討」を掲げた『国民を守るための「真水100兆円」令和2年度第2次補正予算に向けた提言』に賛同している[29]。

経済・エネルギー政策
- アベノミクスを評価する[27][5]。
- 環太平洋パートナーシップ協定 (TPP) の交渉参加に、2012年のアンケートでは「反対」[30]または「どちらかと言えば反対」[25]と回答していた。
- 原発は日本に必要[5]。将来も原発を電力源の一つとして保つべきとする考えに、「どちらかと言えば近い」[27]。
- 原子力規制委員会の審査に合格した原発を再稼働することについて、2012年のアンケートでは「賛成」と回答[30]、2017年のアンケートでは「どちらかと言えば賛成」とした[27]。
- 北海道電力の泊原発を再稼働させるべき[31][32][33][34]。
- 経済・財政について、新自由主義から日本型の新資本主義への転換をすべきとしている。そして過度な競争や規制緩和を見直することも重要であるとし、経済が成長する好循環を目指した経済・財政政策を採るべきだと主張している[35]。

新型コロナ対策
- 新型コロナ対策として、パンデミックの発生や、可能性がある段階から有事対応の体制に移行ができ、国と地方が一体的に事態に対処できる権限などを見直すため、関係法令を改正すべきであると主張している[35]。
- 新型コロナウイルスの影響が長引き、経営難に陥る企業が増えていることについて、政府系金融機関による実質無利子・無担保融資の申請期限が延長されたことを受けて、上限額まで使い切っていない事業者も多いことから、「融資の条件の変更も含めて積極的な活用」と呼びかけた。また融資の返済猶予が企業の信用不安に繋がる懸念については、政府が、金融機関の方から返済期間の延長や、新規融資を積極提案するように協力要請していることを明かし、懸念の払拭に努めた[36]。

地方創生
- 2021年の衆議院議員総選挙に際して候補者アンケートに応え、北海道の農林水産業、そして観光業の付加価値を高めたいとし、その具体化については、農水産物の原料輸出型から製品輸出型への転換を主張し、観光については通年長期滞在型の観光産業へとブラッシュアップを図るとしている[37]。

## 不祥事

### IR汚職事件
2019年12月以降、統合型リゾート (IR) 事業への参入を目指していた中国企業500ドットコムから賄賂を受け取った疑いで、東京地検特捜部の捜査を受けた。500ドットコム側は船橋ら衆議院議員5人等に現金を渡したと供述したが、特捜部は過去の収賄事件に比べ金額が少額であることなどを考慮し、2020年2月に船橋を含む衆議院議員5人等を不起訴にした。船橋は、500ドットコムの顧問らの共犯として贈賄罪で起訴された加森公人個人から寄付があったことを認めた上で、政治資金収支報告書に記載されていなかったことについては「担当者が誤解して記載ミスが起きた」と釈明し、2020年1月7日には収支報告書を訂正している。また、資金提供を受けたのは札幌の観光会社幹部からであり、中国企業からの資金提供ではないと弁明した。また、同時期に、有権者に年賀状を送っていた事実が判明し、本人は「事務の手違い」と言っているが、複数年に渡り年賀状を出していることから後援会関係者内部では犯人捜しが行われたものの、複数人の名前があがったものの確証を得られず、また本人が手違いと有耶無耶にしたため、その後放置されている。

## 人物

### 統一教会との関係
2022年8月、世界平和統一家庭連合（旧統一教会）との関わりについて問われた北海道新聞のアンケートに対し、「パーティー券を購入した」「選挙の手伝いを受けた」「イベントへの祝電を送った」「関連団体の会費を支出した」と回答した。

### 長男の公設秘書への就任
岸田文雄首相が長男を首相秘書官に就任させたことが問題となった2022年10月、船橋利実も長男を自身の公設秘書に就任させていたことが発覚した。なお、公設秘書は特別職国家公務員という身分であることから、国会議員の秘書の給与等に関する法律にもとづいて一般職国家公務員に準じた給料が、税金から支払われる。船橋は、長男を自身の公設秘書に就任させた理由について、「長男本人ももともと政治に興味をもっていた」と述べているが、ジャーナリストの伊藤惇夫は、「息子に政治を学ばせたいというのであれば、公設秘書や秘書官にして給料まで税金で丸抱えさせるのではなく、せめて私設秘書にして給料は自分で払うといった節度が必要ではないか」と疑問を呈している。

### カジノ企業からの迂回献金疑惑
IR誘致に関連して、米国の大手カジノ企業「シーザース・エンターテイメント」からの委託を受けたロビー活動を専門にする官僚OBのコンサル企業経営者から、2014年から2016年にかけて、2万円のパーティ券購入。これはアメリカ人が外国公務員への贈賄等を禁止する連邦海外腐敗行為防止法（FCPA）に抵触する可能性があり、問題視された

## 公開された所得および資産
| 年     | 当時の身分 | 給与      | 土地  | 土地    | 建物   | 建物     | 預貯金等  | 合計      | 備考 | 出典   |
| 年     | 当時の身分 | 給与      | 面積  | 価格    | 面積   | 価格     | 預貯金等  | 合計      | 備考 | 出典   |
| ------ | ---------- | --------- | ----- | ------- | ------ | -------- | --------- | --------- | --- | ------ |
| 2017年 | 衆議院議員 |           | 24 m2 | 42 万円 | 119 m2 | 705 万円 | 1310 万円 | 2057 万円 | 土地の所在地は札幌市中央区。建物の所在地は札幌市中央区。その他、普通自動車2台、ゴルフ会員権（北海道登別カントリー倶楽部）が公開された。 | [ 45 ] |
| 2013年 | 衆議院議員 | 1847 万円 |       |         |        |          | 1190 万円 |           | その他、有価証券（第一生命 20 株）、普通自動車1台、関連会社（船橋西川建設（北見市）取締役）が公開された。                               | [ 1 ]  |

## 所属団体・議員連盟
- 自民党たばこ議員連盟[46][47]
- 神道政治連盟国会議員懇談会
- TPP交渉における国益を守り抜く会
- 日本の印章制度・文化を守る議員連盟[48]
- IR議連

## 支援団体
- 全国たばこ販売政治連盟（組織推薦候補者）[49]

## 選挙歴
| 当落 | 選挙                         | 執行日         | 年齢 | 選挙区       | 政党       | 得票数     | 得票率 | 定数 | 得票順位 /候補者数 | 政党内比例順位 /政党当選者数 |
| ---- | ---------------------------- | -------------- | ---- | ------------ | ---------- | ---------- | ------ | ---- | ------------------ | ---------------------------- |
| 当   | 1991年北見市議会議員議員選挙 | 1991年4月21日  | 30   | ーー         | ーー       | ーー票     | ーー   |      | /                  | /                            |
| 当   | 1995年北海道議会議員選挙     | 1995年4月9日   | 34   | 北見市選挙区 | ーー       | ーー票     | ーー   |      | /                  | /                            |
| 当   | 1999年北海道議会議員選挙     | 1999年4月11日  | 38   | 北見市選挙区 | 自由民主党 | ーー票     | ーー   | 2    | /2                 | /                            |
| 当   | 2003年北海道議会議員選挙     | 2003年4月13日  | 42   | 北見市選挙区 | 自由民主党 | 3万2862票  | 65.96% | 2    | 1/3                | /                            |
| 当   | 2007年北海道議会議員選挙     | 2007年4月8日   | 46   | 北見市選挙区 | 自由民主党 | ーー票     | ーー   | 2    | /2                 | /                            |
| 当   | 2011年北海道議会議員選挙     | 2011年4月10日  | 50   | 北見市選挙区 | 自由民主党 | 3万1477票  | 54.08% | 2    | 1/3                | /                            |
| 当   | 第46回衆議院議員総選挙       | 2012年12月16日 | 52   | 北海道第1区  | 自由民主党 | 8万6034票  | 31.07% | 1    | 1/5                | /                            |
| 落   | 第47回衆議院議員総選挙       | 2014年12月14日 | 54   | 北海道第1区  | 自由民主党 | 10万5918票 | 39.55% | 1    | 2/4                | 2/3                          |
| 比当 | 第48回衆議院議員総選挙       | 2017年10月22日 | 56   | 北海道第1区  | 自由民主党 | 12万987票  | 46.52% | 1    | 2/3                | 3/3                          |
| 落   | 第49回衆議院議員総選挙       | 2021年10月31日 | 60   | 北海道第1区  | 自由民主党 | 10万6985票 | 41.00% | 1    | 2/3                | 3/3                          |
| 当   | 第26回参議院議員通常選挙     | 2022年07月10日 | 61   | 北海道選挙区 | 自由民主党 | 44万7232票 | 19.13% | 3    | 3/12               | /                            |